# NGC 3624
NGC 3624 (również PGC 34599) – galaktyka spiralna z poprzeczką (SBb), znajdująca się w gwiazdozbiorze Lwa. Odkrył ją John Herschel 27 grudnia 1827 roku.